# Jorge Japur
Jorge Japur (Quaraí, 14 de junho de 1926 - Santana do Livramento, 10 de junho de 2003) foi um radiodifusor, radialista, cinéfilo e colecionador de rádios brasileiro. Fundador da Rádio Quaraí AM, foi um dos pioneiros da radiodifusão na fronteira oeste do Rio Grande do Sul e no norte do Uruguai. Foi também um dos sócios-fundadores da Associação Gaúcha de Emissoras de Rádio e Televisão (AGERT).

## Biografia
Era filho do imigrante libanês Abraão José Japur e da uruguaia filha de libaneses Joana Mercedes.
Desde pequeno despertou o gosto pela eletrônica e era fascinado pelo cinema e pelo rádio. Ao lado de familiares, como o seu irmão Nadir Japur, e de amigos como o uruguaio Basílio Borgato, pôs em prática o sonho de criar uma emissora na cidade de Quaraí, que até a década de 60 não possuía energia elétrica em tempo integral. Autodidata, construiu um transmissor artesanal que serviu para pôr em funcionamento a emissora antes de ela ser legalizada, em 1957. Foi um dos sócios fundadores da Associação Gaúcha de Emissoras de Rádio e Televisão (AGERT). Segundo a edição de 11 de junho de 2003 do jornal Zero Hora, um dia após o seu falecimento, “Japur era considerado um ícone do radialismo”, por ter atuado mais de 50 anos no ramo. Casado três vezes, teve três filhos: Vânia Japur e Harvey Japur do primeiro casamento, e Jorge Alberto Lamb Japur, jornalista responsável e atual diretor executivo da Rádio Quaraí AM, fruto do seu matrimônio com Izar Teixeira Lamb, que atualmente é uma das sócias da emissora. 
Sempre irreverente Japur foi locutor dos programas Ponto de Encontro e do Informativo do meio-dia. No primeiro, falava dos problemas da comunidade e fazia campanhas para famílias carentes. No informativo do meio-dia repassava recados, muitas vezes cômicos, aos moradores da zona rural dos municípios de Quaraí e Artigas. Dentre as histórias, que já fazem parte do anedotário local, destaca-se: “Atenção no interior do município, atenção no interior do município...”, alertava Jorge Japur, que foi o responsável pelo Informativo até o ano do seu falecimento. “Fulano, avisam aqui da cidade que cicrano está doente... é importante que tu venhas pra cá já”. A verdade, no entanto, é que a pessoa adoentada havia falecido no hospital de Quaraí, e estava posta a questão de como avisar os familiares do mesmo - moradores da zona rural - sobre isso. A saída de Japur foi: “por via das dúvidas, vem de luto!”.. 	  
No final da década de 50 aproveitou a estada em Quaraí da escritora de radionovelas Hedy Maia (escritora de A Cabana do Pai Tomás, novela veiculada pela Rede Globo) para introduzir o gênero na região, através da veiculação pela Rádio Quaraí de quatro radionovelas produzidas pela escritora, com a utilização de radioatores locais pertencentes ao Brasil e ao Uruguai. As radionovelas foram A Canção da Vingança, A Loura de Vermelho (que posteriormente ficou conhecida como La Rubia de Rojo pela participação de radioatores uruguaios), Os Mortos não Falam e Sorriso do Cadáver. Segundo um trabalho acadêmico sobre as radionovelas da Rádio Quaraí, “antes mesmo do Brasil questionar quem matou Salomão Ayala [...], na pequena Quaraí, no fim da década de 50, a população queria descobrir quem havia matado a personagem Jandira”. Japur também auxiliou na divulgação da Música Nativista, através da divulgação e transmissão de festivais como a Califórnia da Canção Nativa de Uruguaiana, a Tertúlia Musical Nativista de Santa Maria, a Salamanca da Canção Nativa de Quaraí, dentre outros. Nesse intento contou com a participação de amigos como o radialista e compositor Luiz Menezes.  
No dia do seu falecimento a emissora não fechou, atendendo a um pedido feito pelo próprio Japur em vida: “Quando eu morrer, a rádio tem que ficar aberta para que todos saibam que eu morri”, brincava Japur. Na ocasião a emissora veiculou durante todo o dia um CD que continha músicas em que Japur cantava serestas e boleros. Nesse período, brasileiros e uruguaios deixaram as suas últimas homenagens através dos microfones da Rádio Quaraí. Um dos depoimentos mais emblemáticos foi feito por um uruguaio que disse o seguinte aos prantos: “Japur no fue alguien importante solamente para Quaraí... Artigas también llora, por todo que él hizo y nos enseño… La comunidad de Artigas reconoce todo que la radio hizo por nuestra gente… Si, la frontera tiene una deuda contigo… hoy es un día triste”.